# گزارشگر ویژه حقوق بشر در ایران
گزارشگر ویژه حقوق بشر در ایران (به انگلیسی: Special Rapporteur on human rights in Iran) یکی از گزارشگران ویژه سازمان ملل متحد است که وظیفهٔ نظارت و بررسی موارد نقض حقوق بشر در ایران را برعهده دارد.
تا فوریه ۲۰۱۸ گزارشگر ویژه سازمان ملل، عاصمه جهانگیر بود که در ۱ سپتامبر ۲۰۱۶ به این پست منصوب شد. وی پنجمین گزارشگر ویژه در امور ایران پس از آندرس آگوئیلار (۱۹۸۴–۱۹۸۶ میلادی)، رینالدو گالیندو پل (۱۹۸۶–۱۹۹۵ میلادی)، و موریس دنبی کاپیتورن (۱۹۹۵–۲۰۰۲ میلادی) و احمد شهید (۲۰۱۱–۲۰۱۶ میلادی) بود که به تصدی این سمت، برگمارده شده بود.
روز سه‌شنبه ۲۷ خرداد ۱۳۹۹ سازمان عفو بین‌الملل اعلام کرد که این سازمان حقوق بشری به همراه برخی دیگر از نهاد مدافع حقوق بشر در چهل و سومین اجلاس شورای حقوق بشر سازمان ملل از کشورهای عضو خواستند که از قطعنامه‌ای که دربارهٔ وضعیت حقوق بشر در جمهوری اسلامی ایران است و تمدید مأموریت گزارشگر ویژه این سازمان در مورد وضع حقوق بشر در ایران حمایت کنند.

## گزارش‌گران ویژه

### آندرس آگوئیلار(۱۹۸۴–۱۹۸۶)
در سال ۱۹۸۴ میلادی، کمیسیون حقوق بشر سازمان ملل متحد (اختصاری UNCHR)، آندرس آگوئیلار (به اسپانیایی: Andrés Aguilar) از ونزوئلا را به عنوان نماینده ویژه خود در امور مربوط به حقوق بشر در ایران، منصوب کرد. او نخستین نماینده ویژه کمیسیون حقوق بشر برای بررسی وضعیت نقض حقوق بشر در ایران بود که در ۱۹ اکتبر ۱۹۸۴برابر (مهرماه ۱۳۶۳) براساس قطعنامه ۵۴/ ۱۹۸۴ کمیسیون حقوق بشر، از سوی رئیس کمیسیون حقوق بشر به این سمت تعیین شد. وی علاوه بر آنکه جزو برگزارکنندگان «اولین کنفرانس جهانی حقوق بشر در تهران»∗ در آوریل ۱۹۶۸ میلادی بود، عضو و یکی از دو رئیس «کمیسیون ملل متحد برای بررسی و تحقیق در مورد جنایات شاه» در فوریه ۱۹۸۰میلادی بود و با ایران آشنایی داشت. ایران حاضر به تعامل با وی نشد و تلاش او برای متقاعد کردن مقامات ایرانی برای همکاری، بی‌نتیجه ماند. آگوئیلار در مارس ۱۹۸۶ میلادی به علت عدم همکاری دولت جمهوری اسلامی ایران و ناممکن بودن انجام مأموریتی که به‌عهده‌اش گذاشته شده بود، از سمت خود استعفاء کرد.

### رینالدو گالیندو پل(۱۹۸۶–۱۹۹۵)
رینالدو گالیندو پل، (به اسپانیایی: Reynaldo Galindo Pohl) دیپلمات برجسته و استاد حقوق از السالوادور، به عنوان دومین نمایندهٔ ویژه از سال ۱۹۸۶ میلادی تا سال ۱۹۹۵ میلادی برگزیده شد. او سه بار بین سال‌های ۱۹۹۰ میلادی و ۱۹۹۲ میلادی از سوی کمیسیون حقوق بشر، از ایران دیدن کرد، اما پس از سومین سفر، از ورود دوباره به ایران محروم شد.

### موریس دنبی کاپیتورن(۱۹۹۵–۲۰۰۲)
در پی کناره‌گیری گالیندو پل، کمیسیون حقوق بشر سازمان ملل متحد، موریس دنبی کاپیتورن، (به انگلیسی: Maurice Copithorne) حقوق‌دان کانادایی را به سمت گزارش‌گر ویژه، منسوب کرد. کاپیتورن در ۲ اوت ۱۹۹۵ میلادی به عنوان سومین نماینده ویژه جایگزین گالیندو پل شد. در ۲۲ آوریل سال ۲۰۰۲ میلادی این کمیسیون از تمدید حکم گزارش‌گری وی امتناع کرد. این تصمیم کمیسیون، توسط سازمان دیدبان حقوق بشر (اختصاری HRW) و کمیته بین‌المللی آزادی ادیان ایالات متحده (USCIRF) محکوم شد.
مأموریت کاپیتورن در سال ۲۰۰۲ میلادی پایان یافت و پس از آن حدود یک دهه سازمان ملل گزارشگر ویژه‌ای برای بررسی وضعیت حقوق بشر در ایران معرفی نکرد.

### احمد شهید(۲۰۱۱–۲۰۱۶)
احمد شهید گزارش‌گر ویژه سالهای ۲۰۱۱ تا ۲۰۱۶ بود، او به یک گزارشگر ویژه سازمان ملل در زمینه آزادی مذهب یا اعتقادات تبدیل شد. او دو بار وزیر امور خارجه مالدیو از سال ۲۰۰۵ تا ۲۰۰۷ و ۲۰۰۸ تا ۲۰۱۰ بود.

### عاصمه جهانگیر(۲۰۱۶–۲۰۱۸)
عاصمه جهانگیر گزارشگر ویژه سازمان ملل در امور ایران بود. وی به دلیل مبارزاتش به عنوان یکی از رهبران جنبش وکلای پاکستان برای حقوق بشر در پاکستان زندانی و تا ۲۰۰۷ حبس خانگی بود. وی جوایزی بخاطر مبارزاتش در زمینه حقوق بشر گرفته از جمله جایزه مارتین انالز می‌باشد. وی در ۱۱ فوریه ۲۰۱۸ درگذشت.

### جاوید رحمان(۲۰۱۸–۲۰۲۲)
روز جمعه ۶ ژوئیه ۲۰۱۸ شورای حقوق بشر سازمان ملل، در واپسین روز از سی و هشتمین نشست خود، جاوید رحمان را به‌عنوان گزارشگر ویژه حقوق بشر در ایران به مدت ۶ سال معرفی کرد. وی جانشین عاصمه جهانگیر، گزارشگر قبلی که در ۱۱ فوریه ۲۰۱۸ درگذشت، شد. وی رئیس دانشکده حقوق دانشگاه برونل لندن و استاد حقوق اسلامی، شریعت اسلامی و فعال حقوق بشر پاکستانی – بریتانیایی می‌باشد.

### مای ساتو(۲۰۲۲-اکنون)
شورای حقوق بشر سازمان ملل متحد در پنجاه و ششمین اجلاس خود در ۱۲ ژوئیه ۲۰۲۴، مای ساتو، حقوقدان ژاپنی را در مقام گزارشگر ویژه جدید این نهاد بین‌المللی در امور ایران منصوب کرد. او جانشین جاوید رحمان، حقوقدان پاکستانی-بریتانیایی می‌شود که در این مقام از سال ۱۳۹۷ گزارش‌های متعددی از نقض حقوق بشر در ایران منتشر کرده بود. ساتو، برنده جایزه جرم‌شناس جوان ژاپن در سال ۲۰۱۴، در حال حاضر دانشیار دانشگاه مانش استرالیا است. پیش از این به‌عنوان محقق و دانشیار در دانشگاه ملی استرالیا، مدرس و دانشیار در دانشگاه ریدینگ و همچنین به عنوان عضو تحقیقاتی آکسفورد-هاوارد و عضو فوق دکترا در دانشگاه آکسفورد، هر دو در بریتانیا، کار کرده است. مای ساتو دارای دکترای حقوق از بریتانیا است و بر موضوعاتی چون «مجازات اعدام»، «تخلفات قضایی» و «قوانین بین‌المللی حقوق بشر» تمرکز دارد.

## فهرست
| # | گزارش‌گر            | ملیت       | سال‌ها      |
| - | ------------------ | ---------- | ---------- |
| ۱ | آندرس آگوئیلار     | ونزوئلا    | ۱۹۸۴–۱۹۸۶  |
| ۲ | رینالدو گالیندو پل | السالوادور | ۱۹۸۶–۱۹۹۵  |
| ۳ | موریس کاپیتورن     | کانادا     | ۱۹۹۵–۲۰۰۲  |
| — | —                  | —          | ۲۰۰۲–۲۰۱۱  |
| ۴ | احمد شهید          | مالدیو     | ۲۰۱۱–۲۰۱۶  |
| ۵ | عاصمه جهانگیر      | پاکستان    | ۲۰۱۶–۲۰۱۸  |
| ۶ | جاوید رحمان        | پاکستان    | ۲۰۱۸–۲۰۲۲  |
| ۷ | مای ساتو           | ژاپن       | ۲۰۲۲-اکنون |